# Bermanuleu
Bermanuleu (Bermanoleu) ist eine osttimoresische Aldeia im Suco Saboria (Verwaltungsamt Aileu, Gemeinde Aileu). 2015 lebten in der Aldeia 329 Menschen.

## Geographie
Von dem langgestreckten Suco Saboria bildet die Aldeia Bermanuleu den Nordteil. Südwestlich liegt die Aldeia Lerulete. Im Süden grenzt Bermanuleu an den Suco Fahiria, im Osten an den Suco Fahisoi, der zum Verwaltungsamt Remexio gehört und im Nordwesten an den Suco Aissirimou. Die Grenze zu Aissirimou bildet der Rureda, ein Nebenfluss des Nördlichen Laclos.
Nah der Ostgrenze liegen die beiden Dörfer Bermanuleu und Raimuti Keousi. Der Ort Bermanuleu besteht aus weiter auseinander liegenden, verstreuten Gebäuden. Hier finden sich die Protestantische Kirche Golgota (portugiesisch Igreja Protestante Gólgota) der Protestantischen Kirche in Osttimor (IPTL), die katholische Kapelle Bermanuleu und die Grundschule Bermanuleu.

## Politik
2023 wurde José Rodrigues zum Chefe de Aldeia gewählt.